# Korporatokratie
Korporatokratie (von lateinisch corpus ‚Körper‘, über den Begriff „Korporation“, und altgriechisch κράτος krátos „Gewalt“, „Macht“, „Herrschaft“) bezeichnet politische Ordnungen oder politische Systeme, in denen Macht und Regierung von Konzernen ausgehen (Konzernherrschaft).

## Begriffsgeschichte
Dieser politikwissenschaftliche Fachbegriff zur Bezeichnung verschiedener Formen der Beteiligung bestimmter gesellschaftlicher Gruppen an politischen Entscheidungsprozessen wurde von John Perkins in seinem Buch Bekenntnisse eines Economic Hit Man geprägt. Perkins übersetzt es selbst mit „Herrschaft der Konzerne“ und bezieht es auf die einflussreiche Verflechtung zwischen Konzernen, Banken und Regierungen: „Die Korporatokratie steht auf drei Säulen: große Konzerne, internationale Banken und eingeweihte, untergebene, oftmals Marionetten-Regierungen.“

## Definition
Korporatokratie als Begriff wird häufig von Beobachtern aus dem gesamten politischen Spektrum verwendet, mit der Bezeichnung für eine Regierung, in der die Macht vom Staat auf große Unternehmen übertragen wurde.
Dieses Kollektiv nannte der Autor Charles Wright Mills 1956 die „Machtelite“, die wohlhabenden Individuen, die herausragende Positionen in Unternehmen innehaben. Sie kontrollieren den Prozess der Festlegung der wirtschaftlichen und politischen Politik einer Gesellschaft.
Das Konzept wurde zur Erklärung von Bankenrettungen, überhöhten Gehältern für Top-Manager, sowie von Beschwerden wie der Ausbeutung nationaler Staatskassen, Menschen und natürlicher Ressourcen verwendet. Es wurde von Kritikern der Globalisierung verwendet, manchmal in Verbindung mit Kritik an der Weltbank oder unfairen Kreditvergabepraktiken, sowie Kritik an „Freihandelsabkommen“.

## Eigenschaften
Der unregulierte Kapitalismus führt zwangsläufig und natürlich zur Entwicklung von Unternehmensmonopolen. Was die Verbreitung der Korruption begünstigt, da die Wirtschaftsführer erhebliche Geldbeträge ausgeben, um sicherzustellen, dass die Regierung sich nicht in ihre Aktivitäten einmischt. Karl Marx beschrieb das Vorgehen der kapitalistischen Staaten: „Neutralität vortäuschen, um die Ordnung aufrechtzuerhalten, aber den Interessen der Reichen dienen.“ Regierungsverordnungen, wie der Sherman Antitrust Act von 1890, wurden verabschiedet, um den Wettbewerb auf dem Markt zu gewährleisten.
Während der neoliberalen Periode führte die Abschwächung solcher Vorschriften zusammen mit der Globalisierung und der zunehmenden Finanzialisierung zu einer Verschärfung der Macht von Unternehmen auf globaler Ebene – den Global Playern – und dem Aufstieg dessen, was der Ökonom Joseph Stiglitz als „globale Monstren“ (hauptsächlich aus den USA) bezeichnet, wie Apple, Microsoft, Google, Amazon und Oracle. Diese Entwicklung ging einher mit einem starken Anstieg der wirtschaftlichen Ungleichheit und einem globalen Wettlauf nach unten, den Ramaa Vasudevan, Associate Professor of Economics an der Colorado State University, als „unerbittliche Suche nach billigen Arbeitskräften“ bezeichnet.
Edmund Phelps veröffentlichte 2010 eine Analyse, in der er die These aufstellte, dass die Ursache für die Einkommensungleichheit nicht der Kapitalismus des freien Marktes ist, sondern das Ergebnis der zunehmenden Korporatisierung. Aus dieser Sicht ist Korporatisierung das Gegenteil des freien Marktkapitalismus. Es zeichnet sich durch semi-monopolistische Organisationen und Banken aus, große Arbeitgeberverbände, die häufig mit mitschuldigen staatlichen Institutionen zusammenarbeiten und die natürlichen Abläufe einer freien Wirtschaft behindern (oder blockieren). Die hauptsächlichen Auswirkungen der Korporatisierung sind die Konsolidierung von Wirtschaftskraft und Wohlstand, was letztendlich zu einer Abnahme der unternehmerischen Dynamik und der Dynamik des freien Marktes führt.
In seinem Nachfolgebuch Mass Flourishing wird die Korporatisierung durch die folgenden Attribute näher definiert: Aufteilung der Macht zwischen Regierung und großen Unternehmen (in den USA am Beispiel der Ausweitung der Regierungsgewalt in Bereichen wie Finanzdienstleistungen, Gesundheitswesen, Energie, Strafverfolgung / Strafvollzugssysteme und das Militär durch Regulierung und Outsourcing), eine Ausweitung der Lobbyarbeit und der Kampagnenunterstützung von Unternehmen im Austausch gegen die Gegenseitigkeit der Regierungen, eine Eskalation des Wachstums und des Einflusses des Finanz- und Bankensektors, eine verstärkte Konsolidierung der Unternehmenslandschaft durch Fusion und Übernahme (mit darauf folgenden Zuwächsen) in Corporate Executive Compensation, erhöhtes Potenzial für Korruption und Fehlverhalten von Unternehmen und Regierungen sowie mangelnde unternehmerische und kleinunternehmerische Entwicklung, was zu lethargischen und stagnierenden wirtschaftlichen Bedingungen führt.
Die Privatisierungsprozesse öffentlicher Unternehmen sind in der Regel der erste Anstoß für diese Regierungsform, da der Staat seine Regulierungsmacht in der Wirtschaft verliert und öffentliche Dienstleistungen und Unternehmen einen größeren Einfluss auf seine Entscheidungen haben.